# Pygeretmus
Pygeretmus és un gènere de rosegadors amb tres espècies de la família dels dipòdids que viuen al Kazakhstan.
- Pygeretmus platyurus viu a dues zones diferents de l'oest i a l'est del Kazakhstan.
- Pygeretmus shitkovi viu a l'est del Kazakhstan.
- Pygeretmus pumilio

Les espècies de Pygeretmus viuen a deserts, semideserts i altres zones amb vegetació seca. Són animals nocturns que romanen a terra i només excaven caus senzills, que mesuren fins a 20 cm de llargada i fins a 15 cm de profunditat. La hibernació dura, com a màxim, des de l'octubre fins a l'abril.